# Organpipe Nunatak
Organpipe Nunatak är en nunatak i Antarktis. Den ligger i Västantarktis. Argentina, Chile och Storbritannien gör anspråk på området. Toppen på Organpipe Nunatak är 150 meter över havet.
Terrängen runt Organpipe Nunatak är huvudsakligen kuperad, men den allra närmaste omgivningen är platt. Trakten är obefolkad. Det finns inga samhällen i närheten. 